# Adad-nirari II
Adad-nirari II, rey de Asiria (911 a. C. - 891 a. C.). Generalmente, se le considera como el primer rey del Imperio Neo-asirio.
Hijo y sucesor de Assur-dan II, continuó la labor de reconstrucción del imperio que había comenzado su padre. Combatió contra los arameos y los reinos luvio-arameos de Anatolia. Derrotó en dos ocasiones al rey babilonio Shamash-mudammiq, arrebatándole las ciudades de Hit y Zanqu. Posteriormente también vencería al nuevo rey Nabu-shuma-ukin I, con quien firmó un tratado de paz rubricado con sendos matrimonios reales.
Hizo campañas en el oeste, subyugando a las ciudades arameas de Kadmuh y Nísibis. Además de conseguir grandes tesoros, aseguró la región del río Jabur. Sus luchas con los arameos de Hanigalbat fueron constantes. Tras siete campañas consiguió dominarlos, sobre todo a Nur-adad, rey de Nísibis, a quien llevó prisionero a Assur.
Prueba de la nueva pujanza del estado asirio es el hecho de que Adad-nirari volviera a titularse, como en los grandes tiempos del poderío asirio, Rey de la totalidad y Rey de las Cuatro zonas.
Le sucedió en el trono su hijo Tukulti-ninurta II.